# Komplementär (Gesellschaftsrecht)
Ein Komplementär ist in der juristischen Fachsprache der persönlich haftende Gesellschafter (Vollhafter) einer Kommanditgesellschaft (KG). Ein nur beschränkt haftender Gesellschafter einer Kommanditgesellschaft ist der Kommanditist.

## Deutschland
Komplementäre haften den Gläubigern gegenüber persönlich und gesamtschuldnerisch mit ihrem gesamten Vermögen für die Verbindlichkeiten der Kommanditgesellschaft (§ 161 Abs. 2 i. V. m. § 128 HGB). Sowohl natürliche als auch juristische Personen können Komplementär sein.
Gläubiger können die Leistung nach ihrem Belieben ganz oder zum Teil von jedem Komplementär fordern, bis sie vollständig erfüllt ist. Die Haftung für Gesellschaftsverbindlichkeiten kann durch den Gesellschaftsvertrag nicht gegenüber Dritten ausgeschlossen oder begrenzt werden (Außenverhältnis); lediglich im Innenverhältnis, also zwischen den Gesellschaftern, ist dies möglich. Wer sich an einer KG beteiligt, haftet für die zum Zeitpunkt des Eintritts bestehenden Schulden. Ausgeschiedene Gesellschafter haften noch fünf Jahre nach dem Austritt für Verbindlichkeiten, die im Zeitpunkt des Ausscheidens begründet waren. Der Komplementär ist zur Geschäftsführung berechtigt und verpflichtet.
In Deutschland weit verbreitet ist die Rechtsform der GmbH & Co. KG, bei der eine GmbH als juristische Person die Rolle des Komplementärs übernimmt. Vermehrt anzutreffen ist die Rechtsform der Stiftung & Co. KG, bei der eine rechtsfähige Stiftung die Rolle des Komplementärs übernimmt. Für weitere Sonderformen, bei denen jeweils eine Gesellschaft als Komplementär auftritt, siehe Kommanditgesellschaft (Deutschland)#Sonderformen.

## Schweiz
Eine Kommanditgesellschaft (Abkürzung deutsch: KmG, französisch Société en commandite, SCm, italienisch Società in accomandita, SAc) ist im Schweizerischen Gesellschaftsrecht eine Personengesellschaft, in der sich zwei oder mehr natürliche Personen oder juristische Personen zusammengeschlossen haben, um unter einer gemeinsamen Firma ein Handelsgewerbe zu betreiben, wobei mindestens ein Gesellschafter ein Kommanditär und ein weiterer Komplementär ist. Per 1. Januar 2017 gab es in der Schweiz 1693 KmGs.
Die Kommanditgesellschaft ist eine Rechtsgemeinschaft beziehungsweise eine Personengesellschaft – die beiden Begriffe werden im schweizerischen Gesellschaftsrecht synonym verwendet. Sie ist laut Gesetz definiert als:
– Obligationenrecht
Die Kommanditgesellschaft ist ohne Rechtspersönlichkeit, jedoch ist sie handlungs-, prozess- und betreibungsfähig. Sie hat ein Sondervermögen. Die Komplementäre haften solidarisch und unbeschränkt, die Kommanditäre beschränkt. Als Besonderheit im Schweizer Recht ist zu beachten, dass nur natürliche Personen als unbeschränkt haftende Gesellschafter in Frage kommen. Eine GmbH & Co. KG ist daher nach Schweizer Recht nicht möglich. Ausserdem ist im schweizerischen Recht die Kurzform «KG», welche es beispielsweise in Deutschland gibt, nicht zulässig.
Von der Kommanditgesellschaft zu unterscheiden ist die Kommanditgesellschaft für kollektive Kapitalanlagen, welche als eigenständige Rechtsform im Kollektivanlagengesetz (KAG) geregelt ist. Im Unterschied zur «normalen» Schweizer Kommanditgesellschaft muss der unbeschränkt haftende Komplementär (General Partner) eine Aktiengesellschaft mit Sitz in der Schweiz sein.
Die Firma einer Kommanditgesellschaft musste zwingend den Familiennamen von mindestens einem unbeschränkt haftenden Gesellschafter sowie einen Zusatz, der das Gesellschaftsverhältnis andeutet (Beispiele: & Co., & Cie., & Partner), enthalten. Seit dem 1. Juli 2016 ist dies nicht mehr nötig, da nun auch nur Fantasiebezeichnungen möglich sind. Der Firmenzusatz Kommanditgesellschaft oder KmG sind jedoch Pflicht.